# Банковские операции
К банковским операциям относятся:
1. привлечение денежных средств физических и юридических лиц во вклады (до востребования и на определенный срок);
2. размещение указанных в пункте 1 части первой настоящей статьи привлеченных средств от своего имени и за свой счет;
3. открытие и ведение банковских счетов физических и юридических лиц;
4. осуществление переводов денежных средств по поручению физических и юридических лиц, в том числе банков-корреспондентов, по их банковским счетам; (в ред. Федерального закона от 27.06.2011 N 162-ФЗ) (см. текст в предыдущей редакции)
5. инкассация денежных средств, векселей, платежных и расчетных документов и кассовое обслуживание физических и юридических лиц;
6. купля-продажа иностранной валюты в наличной и безналичной формах; примечание: банки, имеющие на 01.06.2018 лицензию, предоставляющую право привлекать во вклады и размещать драгоценные металлы, вправе осуществлять банковские операции с драгоценными металлами без получения дополнительной лицензии (ФЗ от 26.07.2017 N 212-ФЗ).
7. привлечение драгоценных металлов физических и юридических лиц во вклады (до востребования и на определенный срок), за исключением монет из драгоценных металлов; (п. 7 в ред. Федерального закона от 26.07.2017 N 212-ФЗ) (см. текст в предыдущей редакции)
  1. размещение указанных в пункте 7 настоящей части привлеченных драгоценных металлов от своего имени и за свой счет; (п. 7.1 введен Федеральным законом от 26.07.2017 N 212-ФЗ)
  2. открытие и ведение банковских счетов физических и юридических лиц в драгоценных металлах, за исключением монет из драгоценных металлов; (п. 7.2 введен Федеральным законом от 26.07.2017 N 212-ФЗ)
  3. осуществление переводов по поручению физических и юридических лиц, в том числе банков-корреспондентов, по их банковским счетам в драгоценных металлах; (п. 7.3 введен Федеральным законом от 26.07.2017 N 212-ФЗ) 
 Примечание: В связи со вступлением в силу ФЗ от 26.07.2019 N 249-ФЗ не требуются внесение изменений в уставы кредитных организаций и замена выданных им лицензий на осуществление банковских операций, в которых была указана банковская операция по выдаче банковских гарантий.
8. утратил силу с 1 октября 2019 года. — Федеральный закон от 26.07.2019 N 249-ФЗ; (см. текст в предыдущей редакции)
9. осуществление переводов денежных средств без открытия банковских счетов, в том числе электронных денежных средств (за исключением почтовых переводов). (п. 9 в ред. Федерального закона от 27.06.2011 N 162-ФЗ) (см. текст в предыдущей редакции)

## По странам

### Россия
По законодательству Российской Федерации банковские операции входят в открытый перечень операций, право совершения которых принадлежит кредитным организациям на основании банковской лицензии.
В соответствии с Федеральным законом «О банках и банковской деятельности» к банковским операциям относят:
1. привлечение денежных средств физических и юридических лиц во вклады (до востребования и на определённый срок);
2. размещение привлечённых денежных средств физических и юридических лиц от своего имени и за свой счёт;
3. открытие и ведение банковских счетов физических и юридических лиц;
4. осуществление переводов денежных средств по поручению физических и юридических лиц, в том числе банков-корреспондентов, по их банковским счетам;
5. инкассация денежных средств, векселей, платёжных и расчётных документов и кассовое обслуживание физических и юридических лиц;
6. купля-продажа иностранной валюты в наличной и безналичной формах;
7. привлечение драгоценных металлов физических и юридических лиц во вклады (до востребования и на определенный срок), за исключением монет из драгоценных металлов;
8. осуществление переводов денежных средств без открытия банковских счетов, в том числе электронных денежных средств (за исключением почтовых переводов).

Кредитная организация помимо перечисленных банковских операций вправе осуществлять следующие сделки:
1. выдачу поручительств за третьих лиц, предусматривающих исполнение обязательств в денежной форме;
2. приобретение права требования от третьих лиц исполнения обязательств в денежной форме;
3. доверительное управление денежными средствами и иным имуществом по договору с физическими и юридическими лицами;
4. осуществление операций с драгоценными металлами, монетами из драгоценных металлов в соответствии с законодательством Российской Федерации;
5. предоставление в аренду физическим и юридическим лицам специальных помещений или находящихся в них сейфов для хранения документов и ценностей;
6. лизинговые операции;
7. оказание консультационных и информационных услуг;
8. выдача банковских гарантий;
9. иные сделки в соответствии с законодательством Российской Федерации.

Все банковские операции и другие сделки осуществляются в рублях, а при наличии соответствующей лицензии Банка России — и в иностранной валюте. Правила осуществления банковских операций, в том числе правила их материально-технического обеспечения, устанавливаются Банком России.
Согласно терминологии Всемирной торговой организации (ВТО) указанные банковские операции относятся к банковским услугам.
По информации из СМИ, Банк России готов разрешить крупным микрофинансовым компаниям трансформироваться в банки с ограниченным функционалом. Таким образом, они смогут без ограничений финансировать свою деятельность за счёт средств населения. Правда, за это придётся заплатить более жёсткими требованиями по нормативам и более низкой доходностью бизнеса. Как указали в Банке России, «смысл перехода в „другую лигу“ есть для компаний, которые готовы предоставлять клиентам ряд банковских услуг. Среди них открытие счетов, кредитование на большие суммы, чем у МФО, выдача гарантий, обмен валюты, банковские карты и денежные переводы, привлечение средств населения без ограничений (микрофинансовые организации могут привлекать средства граждан только большими суммами — от 1,5 млн руб.— „Коммерсантъ“)».
Согласно исследованиям, уровень пользования россиянами банковскими услугами выглядит следующим образом:
Таблица: «Какими финансовыми услугами лично Вы пользуетесь в настоящее время?», в % (Всероссийский опрос, №=2000)
|                                                                      | 2011 | 2012 | 2013 | 2014 | 2015 | 2016 |
| -------------------------------------------------------------------- | ---- | ---- | ---- | ---- | ---- | ---- |
| Потребительский кредит (за искл. кредитной карты)                    | 21   | 19   | 24   | 22   | 18   | 29   |
| Ипотечный кредит                                                     | 2    | 3    | 4    | 4    | 5    | 7    |
| Автокредит                                                           | 3    | 3    | 4    | 4    | 5    | 5    |
| Пластиковая карта для получения пенсии, зарплаты, стипендии и т. п.  | 39   | 44   | 51   | 57   | 53   | 63   |
| Пластиковая карта (дебетовая), полученная при открытии счёта в банке | 4    | 9    | 9    | 14   | 30   | 31   |
| Кредитная карта                                                      | 3    | 7    | 5    | 9    | 17   | 21   |
| Срочный вклад                                                        | 8    | 14   | 11   | 18   | 8    | 16   |
| Текущий счёт, вклад «до востребования»                               | 11   | 15   | 16   | 10   | 15   | 15   |
| Инвестиционные услуги                                                | 0    | 1    | 2    | 2    | 1    | 1    |
| Денежные переводы                                                    | 8    | 11   | 7    | 16   | 22   | 25   |
| Банковские ячейки                                                    | 0    | 3    | 0    | 1    | 1    | 2    |
| Интернет-банкинг                                                     | 1    | 1    | 4    | 14   | 22   | 28   |
| Другое                                                               | 0    | 0    | 1    | 1    | 2    | 3    |
| Не пользуюсь финансовыми услугами (ничего из перечисленного)         | 26   | 23   | 22   | 22   | 21   | 20   |
| Затрудняюсь ответить                                                 | 2    | 2    | 1    | 1    | 2    | 2    |